# Parti des indépendants de l'Est
Le parti des indépendants de l'Est est un ancien parti politique luxembourgeois.
La liste puis le parti prit successivement les dénominations suivantes :
- De 1919 à 1925 : Cartel (K) ;
- De 1925 à 1917 : Gauche indépendante (OL) ;
- De 1934 à 1945 : Parti des Indépendants de l'Est (O) ;
- À partir de 1945 : Indépendants socialistes de l'Est (I).

## Histoire
Sous la direction d'Othon Decker (lb), la liste du cartel a participé aux élections législatives de 1919, recueillant 3 % des voix et remportant un siège. Aux élections législatives de 1925, le parti est devenu la gauche indépendante (en luxembourgeois : Onofhängeg Lénkspartei) sous la direction de Decker. Aux élections de 1925, le parti recueilli 5 % des voix, et remporte deux sièges. Il conserve les deux sièges aux élections partielles de 1928 et ne s'est pas présenté aux élections partielles de 1931.
Aux élections législatives de 1934, le parti devient le parti des Indépendants de l'Est. Avec 12 % des voix, le parti remporte trois sièges à la Chambre des députés. Il ne participe pas aux élections législatives de 1937 dans la circonscription Nord.
Après la Seconde Guerre mondiale, le parti ne recueille que 1,6 % des suffrages aux élections législatives de 1945, remportant un seul siège. Il ne participe pas à de nouvelles élections en tant que tel, mais se présente comme Indépendants socialistes de l'Est aux côtés du Parti ouvrier socialiste luxembourgeois.

## Résultats électoraux
| Année | Voix   | %    | Rang | Sièges |
| ----- | ------ | ---- | ---- | ------ |
| 1919  | 22 057 | 3,0  | 6e   | 1 / 48 |
| 1925  | 39 700 | 5,3  | 6e   | 2 / 47 |
| 1928  | 36 773 | 9,7  | 3e   | 2 / 52 |
| 1934  | 50 707 | 11,6 | 3e   | 3 / 54 |
| 1945  | 13 977 | 1,6  | 5e   | 0 / 51 |